# 愛国の花
「愛国の花」（あいこくのはな）は、1937年（昭和12年）にラジオの国民歌謡として作られJOBK大阪放送局から放送、1938年（昭和13年）4月20日、渡辺はま子の歌唱で日本コロムビアからレコード化された歌謡曲である。
銃後を守る婦人の思いを桜、梅、椿などにたとえて歌う。福田正夫作詞、古関裕而作曲。
歌のヒットを受けて、1942年（昭和17年）、木暮実千代、佐野周二主演で松竹により映画化された。

## 映画『愛國の花』

### あらすじ
戸倉綾子は父親の文三と信州のある村で暮らしていたが、そこへテストパイロットとして事故死した文三の息子の親友である守山徹夫が訪ねてくる。綾子は徹夫を慕うが、徹夫にはすでに婚約者がいた。落胆した綾子は従軍看護婦となって戦地に行く決意をする。

### キャスト
- 戸倉綾子：木暮実千代
- 守山徹夫：佐野周二
- 戸倉文三：関操
- 戸倉春子：若水絹子
- その子勇吉：雨宮一

### スタッフ
- 監督：佐々木啓祐
- 脚本：長瀬喜伴
- 撮影：渡辺健二
- 美術：江坂実
- 音楽：早乙女光
- 主題歌：「愛国の花」作詞：福田正夫、作曲：古関裕而

## ブンガ・サクラ
インドネシアのスカルノ大統領がこの歌を大変好み、自らインドネシア語の歌詞を作り「ブンガ・サクラ（サクラの花）」というタイトルをつけた。
また、この歌は、1962年2月に当時の皇太子明仁親王・美智子夫妻がインドネシアを訪問したときの歓迎行事で歌われた。